# خالد الأزهري (سياسي)
خالد محمود محمد حامد الأزهري (16 ديسمبر 1966 -) هو وزير القوى العاملة والهجرة المصرية بحكومة هشام قنديل.